# Bedekovich Kálmán
Komori Bedekovich Kálmán (Szenterzsébet, Varasd vármegye, 1818. október 13. – Bécs, Ausztria, 1889. augusztus 10.) jogász, politikus, Horvát-Szlavon-Dalmátország bánja, valóságos belső titkos tanácsos, nagybirtokos.

A komori Bedekovich család címere

## Élete
Az ősrégi horvát nemesi származású komori Bedekovich család sarja. Atya, komori Bedekovich Frigyes (1787–1868), anyja, a pallini Inkey család leszármazottja, pallini Inkey Julianna (1789–1875) asszony volt. Anyai nagyszülei pallini Inkey Imre (1757–1813) királyi tanácsos, Zala vármegye alispánja, és gróf temerini Szécsen Antónia Jozef (1769–1829) voltak. Bedekovich Kálmán anyai nagybátyja, ifjabb pallini Inkey Imre (1788–1848), császári és királyi kamarás, zólyomi főispán volt.
Bedekovich Kálmán az elemi és középiskoláit Nagykanizsán, majd filozófiai tanulmányait Pécsen, és a jogot Győrben végezte 1839-ben. Fiatal korában a magyar udvari kancellária fogalmazója volt 1839-től 1842-ig; 1842-ben a zágrábi horvát kerületi tábla ülnöke lett, tisztség amelyet 1845-ig töltött be. Ezután Zágráb vármegye tartományi követe volt 1845-től 1848-ig. Az 1848-as forradalom és szabadságharc bukása után nem vállalt állami tisztséget. Csak 1860-ban Varasd vármegye első alispánjává választották, tisztség amelyet csak egy évit töltött be, majd ismét 1865 és 1867 között. Két ízben, 1868. december 8-án Horvát-szlavón-dalmát tárca nélküli miniszternek nevezték ki, majd 1876. február 25-én, és egészen 1889. augusztus 10-ig töltötte be ezt a tisztséget. Horvát-szlavón-dalmát bán volt 1871. január 26. és 1872. február 12. között. Valóságos belső titkos tanácsos 1871-től.
Bedekovich Kálmánnak a dualizmus korának egyik meghatározó magyarországi horvát unionista politikusa volt. Aktívan vett részt az 1861. és az 1865. évi zágrábi tartományi gyűlésen, ahol egy magyar–horvát unió mellett foglalt állást. Később tagja lett az úgy nevezett regnikoláris bizottságnak, és jelentős szerepet vállalt a horvát–magyar kiegyezés előkészítésében.
1889. augusztus 10-én Bécsben hunyt el nőtlen és gyermekek nélkül.